# Neu Hagen
Neu Hagen ist ein östlicher Stadtteil von Lüneburg in Niedersachsen.

## Geografie
Der Stadtteil umfasst den Bereich südlich und nördlich der Dahlenburger Landstraße und östlich der Einmündung der Theodor-Heuss-Straße. Westlich hiervon liegt der Stadtteil Schützenplatz. Der Name des Viertels leitet sich von einer winzigen, inzwischen eingemeindeten, heute aber zum Stadtteil Kaltenmoor zählenden Ortschaft namens Hagen östlich der Ostumgehung ab.

## Wirtschaft und Infrastruktur
Der Stadtteil verfügt über nur wenig eigene Infrastruktur, einzig einige Einkaufsmöglichkeiten, die Theodor-Körner-Kaserne der Bundeswehr sowie, in der ehemaligen Schliefen-Kaserne, ein Behördenzentrum, eine Poststation, eine Grundschule (Grundschule Hagen) und zwei Kindergärten; für Weiteres sind die Einrichtungen in Kaltenmoor zuständig. Zudem liegt in diesem Stadtteil das einzige Freibad Lüneburgs.
In Neu Hagen liegt in unmittelbarer Nähe zum Wohngebiet der Lüneburger Flugplatz. Aufgrund des Fluglärms und mehrerer Flugunfälle hat sich eine Bürgerinitiative gegen den Flugplatz gebildet, die zum Großteil aus Bewohnern der Stadtteile Neu Hagen und Kaltenmoor besteht.